# Oblast (upravna enota)
Oblást, v slovenščino prevedeno tudi kot regija, (belorusko во́бласць, vobłaść, bolgarsko о́бласт, oblast, bosansko oblast, češko oblast, makedonsko област, oblast, rusko о́бласть, oblasť, slovaško oblasť, srbsko област, oblast, ukrajinsko о́бласть, oblasť), je večja upravna enota, ki je bila v uporabi v Ruskem imperiju in Sovjetski zvezi, danes pa je še vedno v uporabi v nekaterih nekdanjih republikah Sovjetske zveze (Belorusija, Kazahstan, Kirgizistan, Rusija, Tadžikistan, Ukrajina, Uzbekistan) in v Bolgariji.
Uradna imena v državah naslednicah Sovjetske zveze razlikujejo, npr.: вобласць, voblasc se uporablja za upravno delitev Belorusije, kazaško облыс, oblis pa za upravno delitev Kazahstana.

## Sodobne upravne delitve v nekaterih državah Vzhodne Evrope

### Bolgarija
Od leta 1997 je Bolgarija razdeljena na 28 oblasti. Pred tem je bila razdeljena na večje upravne enote, ki so se prav tako imenovale oblasti.

### Kazahstan
Kazahstan je razdeljen na štirinajst regij (kazahstansko облыстар, oblistar; rusko области, oblasti). Območja so razdeljena na 177 okrožij (kazahstansko аудандар, aýdandar; rusko районы, rayony). Okraji so nadalje razdeljeni na podeželska okrožja na najnižji ravni uprave, ki vključujejo vsa podeželska naselja in vasi brez pripadajoče občinske uprave. 
Mesta Almati in Nursultan imata status 'državnega pomena' in ne pripadata nobeni regiji. Mesto Bajkonur ima poseben status, saj ga do leta 2050 daje v najem Rusiji za kozmodrom Bajkonur. Junija 2018 je mesto Šimkent postalo 'mesto republiškega pomena'. 

### Rusija
Po ruski ustavi je oblást del federalne upravne delitve z višjim statusom od upravnih enot znotraj RSFSR pred razpadom Sovjetske zveze. Status federalne upravne enote daje oblásti nekaj samouprave in predstavništvo v Svetu federacije.

### Ukrajina
Ukrajina je upravno razdeljena na: eno avtonomno republiko (ukrajinsko автономна республіка, avtomna respublika) - Avtonomna republika Krim, ki jo od leta 2014 okupira Rusija, 24 pokrajin (ukrajinsko області, oblast), 490 okrožij (ukrajisko районів rajoniv), 460 mest (ukrajinsko міст - od tega 180 mest s posebnim statusom, republiškega, pokrajinskega pomena; 2 mesti državnega pomena - Kijev, glavno mesto Ukrajine in Sevastopol), 118 okrožij v mestih, 884 naselij mestnega tipa, 10.278 vaških svetov (ukrajinsko сільських рад), 28.457 vasi (ukrajinsko сіл).

## Zgodovinske upravne enote

### Ruski imperij
V Ruskem imperiju so bile oblasti upravne enote in so bile del krajev. Večina tedanjih oblasti je ležala na obrobju države ali pa so pokrivale območja, kjer so živeli kozaki. Oblasti so bile enakovredne gubernijam. Upravljanje oblasti se je razlikovalo od upravljanja gubernij v tem da so bile na njihovem območju vedno vojske. Vodja oblasti je bil hkrati vodja državne in vojaške uprave.

### Kraljevina Srbov, Hrvatov in Slovencev
V Kraljevini Srbov, Hrvatov in Slovencev je bila oblast upravna enota med letoma 1922 in 1929. V tem času je bila država razdeljena na 33 oblasti. Leta 1929 so oblasti zamenjale večje upravne enote, banovine.